# Nieuwe Joodse Begraafplaats (Łódź)
De Nieuwe Joodse Begraafplaats (Pools: Nowy cmentarz żydowski w Łodzi) is een begraafplaats in Łódź, Polen. Het was ooit de grootste Joodse begraafplaats van het land en een van de grootste ter wereld. In 1892 werd het terrein, dat ongeveer 44 hectare land beslaat, geopend. Er zijn tussen de 180.000 en 230.000 gemarkeerde graven te vinden, evenals massagraven slachtoffers uit het getto van Łódź.
Hoewel de begraafplaats nog altijd als zodanig functioneert, is er wel het een en ander veranderd. Zo stonden er ooit gebouwen bij de ingang die verband hielden met het functioneren van de begraafplaats. Onder meer een synagoge, woonhuis, watertoren en mikwe behoorden tot de faciliteiten.
Meer dan honderd historische graven zijn aangewezen als monument. Het mausoleum van de Poolse zakenman Izrael Poznański (1833-1900) is mogelijk de grootste grafsteen ter wereld. Poznański schonk de eerste 10 hectare land voor de oprichting van de begraafplaats. In 1900 werd de begrafenis enorm uitgebreid.
In 1925 werd het originele houten hek rond de begraafplaats vervangen door een muur van rode baksteen, die er nog steeds staat.